# Солник
Солник (болг. Солник) — село в Болгарии. Находится в Варненской области, входит в общину Долни-Чифлик. Население составляет 247 человек.

## Политическая ситуация
В местном кметстве Солник, в состав которого входит Солник, должность кмета (старосты) исполняет Марийка Георгиева Божкова (Граждане за европейское развитие Болгарии (ГЕРБ)) по результатам выборов правления кметства.
Кмет (мэр) общины Долни-Чифлик — Борислав Николаев Натов (независимый) по результатам выборов в правление общины.